# Frou Frou (brano musicale)

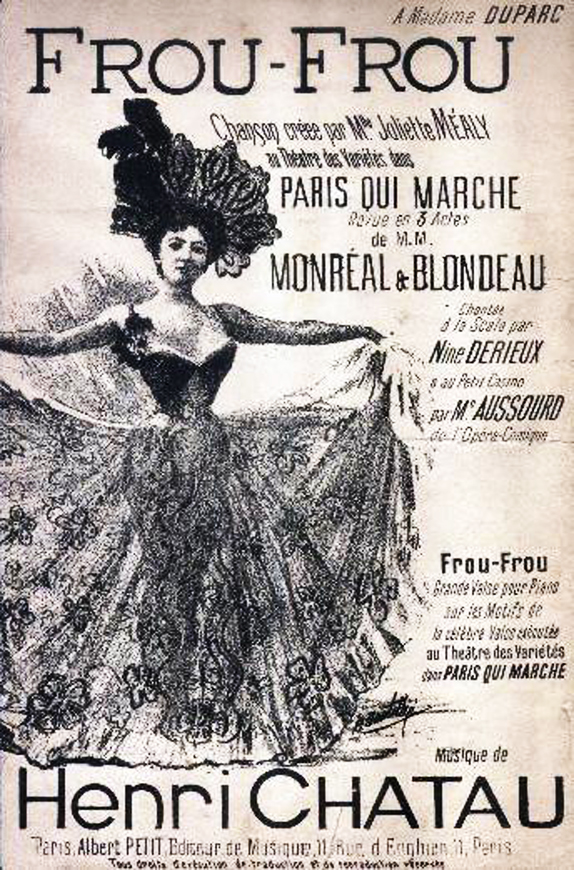
Copertina dello spartito

Frou Frou è una celebre canzone composta nel 1897 da Hector Monréal ed Henri Blondeau, autori francesi di operette attivi durante la Belle Époque, su una preesistente musica di Henry Chatau.

## Storia della canzone
In origine su questa melodia (nata come polca) era stato adattato un testo dal paroliere Lucien Delormel dal titolo Frou Frou Polka, per la rivista parigina La fête du souffleur che andò in scena nel 1889. Questa canzone era stata composta per la cantante Gabrielle Lange, ma non sollevò più di tanto l'entusiasmo del pubblico parigino. Un musicista tedesco di passaggio per Parigi assistette però allo spettacolo, udì la melodia, e ne intuì le potenzialità. Egli ne modificò l'arrangiamento trasformandola in un valzer poi, dopo averla ribattezzata Beim-Supper Waltz la portò con sé a Vienna e la fece conoscere al pubblico della Capitale dell'Impero Austro-ungarico.  Questo valzer incontrò un immediato favore, e sull'onda del successo in tutta Europa del valzer viennese, ritornò a Parigi, proprio nel momento in cui Hector Monréal ed Henri Blondeau, avendo ricevuto l'incarico dal Théâtre des Variétés di allestire la rivista Paris qui marche, erano alla ricerca di arie da impiegare nello spettacolo. Venne loro in mente di utilizzare la melodia di Beim-Supper Waltz; essi composero un nuovo testo, ispirandosi a un fatto in quel momento d'attualità: la scoperta della bicicletta da parte del pubblico femminile. Le lunghe gonne di fine Ottocento impacciavano la pedalata, ma soltanto le donne più coraggiose ed emancipate osavano indossare dei pantaloni alla zuava, simili a quelli usati dai ciclisti dell'epoca (i famosi bloomers ), che agli occhi dell'opinione pubblica addosso ad una donna parevano una bizzarria ridicola e sconveniente. Li indossava, per esempio, l'americana Annie "Londonderry" Kopchovsky, la prima donna a compiere nel 1894 il giro del mondo in bicicletta. Ma nella Parigi di quel tempo vigeva, fin dal 1799, il divieto per le donne parigine di “vestire come un uomo”. Nello specifico il veto proveniva da un'ordinanza della Prefettura di Parigi, che concedeva l'uso dei pantaloni alle signore unicamente dopo essere state autorizzate dalla polizia previa esibizione di un certificato medico. A causa di questo divieto, la polizia poteva arrestare qualsiasi donna fosse stata sorpresa con indosso questo capo di abbigliamento. Questa rigida norma aveva subito una prima deroga nel 1892, quando era stato eccezionalmente permesso alle donne che avessero voluto andare a cavallo di indossare pantaloni femminili da equitazione. Nel 1908 verrà concessa una seconda deroga, permettendo finalmente di indossare i pantaloni anche alle donne in sella ad una bicicletta. La nuova canzone, dal titolo Frou Frou, composta quando il divieto era ancora in vigore, prendeva bonariamente in giro.le velleità femminili di indossare i pantaloni per praticare gli sport, e venne interpretata per la prima volta dalla cantante Juliette Méaly. Fu un trionfo. La canzone venne anche utilizzata dal regista Jean Renoir nel suo film del 1937 La grande illusione, ambientato sul Fronte francese nel periodo 1914 - 1918.

## Testo francese originario del 1889 (di Lucien Delormel, polca)
Comme c'est subtil

Comme c'est gentil

D'entrevoir les dessous

Qui dont frou-frou-frou.

Tous les vieux messieurs

Les jeunes gommeux

Allument les dentelles

Des petites demoiselles.

Et voilà pourquoi

Oui-da l'on composa

Frou-frou polka.

## Testo francese del 1897 (di Monréal e Blondeau, valzer)
La femme porte quelques fois

La culotte dans son ménage

Le fait est constaté, je crois

Dans les liens du mariage

Mais quand elle va pédalant

En culotte, comme un zouave

La chose me semble plus grave

Et je me dis en la voyant:

refrain

Frou-frou, frou-frou

Par son jupon la femme

Frou-frou, frou-frou

De l'homme trouble l'âme

Frou-frou, frou-frou

Certainement la femme

Séduit surtout

Par son gentil frou-frou

La femme ayant l'air d'un garçon

Ne fut jamais très attrayante

C'est le frou-frou de son jupon

Qui la rend surtout excitante

Lorsque l'homme entend ce frou-frou

C'est étonnant tout ce qu'il ose

Soudain il voit la vie en rose

Il s'électrise, il devient fou

refrain

En culotte, me direz-vous

On est bien mieux à bicyclette

Mais moi je dis que sans frou-frous

Une femme n'est pas complète

Lorsqu'on la voit se retrousser

Son cotillon vous ensorcelle

Son frou-frou, c'est comme un bruit d'aile

Qui passe et vient vous caresser

refrain

## Testo in italiano
Sovente nell'intimità

La donna si mette i calzoni

Dai tempi d'Adamo, si sa,

Funzionan così i matrimoni.

Ma se in velocipede va

Sfoggiando la moda alla zuava,

Le dico: “Sarai molto brava,

Ma l'abito no, non mi va".

ritornello

Fru fru, fru fru

Col suo frusciar la gonna,

Fru fru, fru fru

Da' fascino alla donna.

Fru fru, fru fru

Ci fa sognar la gonna

Ancor di più

Col suo gentil fru fru

La donna che sembra un garzon

Rinuncia a un'antica poesia

In lei l'uomo cerca illusion,

Dei veli l'arcana magìa.

Che importa se coi pantalon

Più svelta sarai in bicicletta?

La donna soltanto è perfetta

Se ha un abito che fa fru fru.

ritornello

## Testo in spagnolo
Las niñas en la actualidad

Se visten con rara elegancia

Y copian la excentricidad

de modas que importan los barcos de Francia

Ya no hay en las modas el chic

Que usaban las niñas de antaño

Y un corte de trajes extraños 

nos llega del viejo París

Señor señor qué horror 

Las cosas que hay que ver 

Se ve que el pantalón lo lleva la mujer

Bañistas sin rubor, ciclistas sin faldón

A dónde va la moda con tanta innovación

 

estribillo

Fru fru, fru fru canción de pluma y seda

Fru fru, fru fru te llevas la virtud

Y en su rumor el hombre se nos queda

con la inquietud de nuestro fru fru fru.

Las ropas que impone el sport

Ocultan las gracias del alma

Con ellas se ahuyenta el amor 

Y el sueño del hombre se alarga 

Por eso es que suelen rezar

Las buenas abuelas que han sido

Y al vernos pasar se santiguan

Diciendo: "El mundo va mal...".

estribillo